# Сэйдзёгакуэн-маэ
Станция Сэйдзёгакуэн-маэ (яп. 成城学園前駅 сэйдзёгакуэн маэ эки) — железнодорожная станция на линии Одавара, расположенная в специальном районе Сэтагая, Токио. Станция расположена в 11,6 километра от конечной станции линии Одавара - Синдзюку. Скорые поезда останавливаются на станции и она часто используется пассажирами для пересадки с местных на скорые поезда.

## История
Станция была открыта 1-го апреля 1927 года. С 1996-го по 2004 года была полностью перестроена, были проложены 2 дополнительных пути. В 2006 году в здании станции открылся 4-этажный торгово-развлекательный комплекс «Seijo Corty». Название станции связано с находящимся по близости университетом Сэйдзё. К северу от станции располагается престижный жилой район, в котором находятся дома нескольких знаменитостей. В 15-ти минутах ходьбы от станции располагается общежитие для иностранных студентов обучающихся в японских ВУЗах Сосигая Рюгакусэй Кайкан (祖師谷留学生会館).

## Планировка станции
2 платформы островного типа и 4 пути расположены на подземном уровне, в то время как все входы и турникеты на наземном уровне. Наземное здание станции вмещает в себя торгово развлекательный комплекс «Seijo Corty».
| 1 | ■ Линия Одавара | Матида ・ Хон-Ацуги ・ Одавара ・(Линия Эносима) Фудзисава ・ Катасэ-Эносима ・ (Линия Тама) Каракида                                       |
| 2 | ■ Линия Одавара | Матида ・ Хон-Ацуги ・ Одавара ・(Hakone Tozan Railway) Хаконэ-Юмото ・(Линия Эносима) Фудзисава ・ Катасэ-Эносима ・ (Линия Тама) Каракида |
| 3 | ■ Линия Одавара | Симо-Китадзава ・ Синдзюку・(Линия Тиёда) Аясэ ・(Линия Дзёбан) Торидэ                                                                      |
| 4 | ■ Линия Одавара | Симо-Китадзава ・ Синдзюку |

## Близлежащие станции
| « |               | Линия                   |               | »             |
| Линия Одавара | Линия Одавара | Линия Одавара           | Линия Одавара | Линия Одавара |
| --- | ------------- | ----------------------- | ------------- | ------------- |
| Сосигая-Окура |               | Local                   |               | Китами        |
| Сосигая-Окура |               | Sectional Semi-Express  |               | Китами        |
| Симо-Китадзава (В часы пик по будним дням) Кёдо (Днём и по выходным дням)                                             |               | Semi-Express            |               | Ноборито      |
| Кёдо |               | Tama Express            |               | Ноборито      |
| Симо-Китадзава (По утрам и вечерам в будние дни/ Сковозное сообщение с линией Тиёда) Кёдо (Днём по будням/В выходные) |               | Express                 |               | Ноборито      |
| Омотэсандо |               | Ltd. Exp. "Romance Car" |               | Син-Юригаока  |
| Rapid Express: не останавливается                                                                                     |               |                         |               |               |